# 南格拉摩根郡

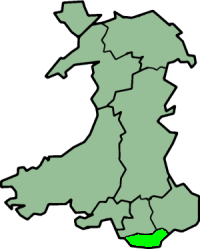
南格拉摩根郡

51°29′56″N 3°19′48″W / 51.499°N 3.330°W
南格拉摩根郡（英語：South Glamorgan）是英國威爾斯的一個郡，設立於1974年，按1972年的地方政府法設立。在1974年至1996年期間，南格拉摩根郡曾經設有郡議會。南格拉摩根郡轄設有加的夫和格拉摩根谷兩個區。